# Rashgua lobatus
Rashgua lobatus är en ringmaskart som först beskrevs av Hartman 1947.  Rashgua lobatus ingår i släktet Rashgua och familjen Capitellidae. Inga underarter finns listade i Catalogue of Life.